# Milan Iglo
Milan Iglo (* 19. února 1933 Jičín) je český hudební skladatel a pedagog.
Komponování vystudoval v roce 1958 na Pražské konzervatoři u Emila Hlobila, dále studoval na pražské AMU u Pavla Bořkovce, toto studium dokončil v roce 1962.
Jako pedagog vyučoval na Lidové škole umění v Českých Budějovicích, na Lidové konzervatoři v Hradci Králové, v současnosti[kdy?] učí na Základní umělecké škole ve Dvoře Králové na Labem. V letech 1972 až 1990 působil ve Východočeském divadle v Pardubicích.
Je autorem množství nejrůznějších hudebních skladeb, od četných instruktivních a výukových kompozic, přes hudbu scénickou, koncertní, komorní, vokální až po hudbu symfonickou.